# Бърняре
Бърняре или Бърняри (на сръбски: Брњаре или Brnjare) е село в община Буяновац, Пчински окръг, Сърбия.

## История
В края на XIX век Бърняре е село в Прешeвска кааза на Османската империя. Според статистиката на Васил Кънчов („Македония. Етнография и статистика“) от 1900 година Бърняри е населявано от 372 жители българи християни. Според патриаршеския митрополит Фирмилиан в 1902 година в Бърняре има 46 сръбски патриаршистки къщи. По данни на секретаря на Българската екзархия Димитър Мишев („La Macédoine et sa Population Chrétienne“) в 1905 в Бирнари (Birnari) има 400 българи патриаршисти гъркомани.
В 1998 година на основите на по-стара църква е изграден храмът „Свети Николай“. При изграждането му е открита плоча с ктиторски надпис от 1497 година, съхранявана в Народния музей във Враня.

## Население
- 1948 – 363
- 1953 – 349
- 1961 – 328
- 1971 – 308
- 1981 – 253
- 1991 – 175
- 2002 – 114 – 100% сърби